# Hamlet (North Carolina)
Hamlet is een plaats (city) in de Amerikaanse staat North Carolina, en valt bestuurlijk gezien onder Richmond County.

## Demografie
Bij de volkstelling in 2000 werd het aantal inwoners vastgesteld op 6018.
In 2006 is het aantal inwoners door het United States Census Bureau geschat op 5749, een daling van 269 (-4.5%).

## Geografie
Volgens het United States Census Bureau beslaat de plaats een oppervlakte van
13,3 km², waarvan 13,1 km² land en 0,2 km² water. Hamlet ligt op ongeveer 103 m boven zeeniveau.

## Plaatsen in de nabije omgeving
De onderstaande figuur toont nabijgelegen plaatsen in een straal van 24 km rond Hamlet.

## Geboren in Hamlet (NC)
- John Coltrane (1926-1967), jazzsaxofonist en componist